# Fritz Schmidt (Fußballspieler, 1919)
Fritz Schmidt (* 1. Dezember 1919; † unbekannt) ist ein ehemaliger deutscher Fußballspieler. 1949 spielte er für die BSG KWU Erfurt in der höchsten ostdeutschen Fußball-Liga (DS-Liga).

## Sportliche Laufbahn
Nach dem Ende des Zweiten Weltkriegs schloss sich Fritz Schmidt der SG Erfurt-West an, mit der er 1948 bis ins Halbfinale der Thüringer Fußballmeisterschaft kam. Anfang 1949 nannte sich die Mannschaft in SG Fortuna Erfurt um und wurde mit Fritz Schmidt Thüringenmeister. Die Fortuna war damit startberechtigt für die Ostzonenmeisterschaft 1949. Im Viertelfinale (10:0 über SG Wismar-Süd) schoss Fritz Schmidt vier Tore, im Halbfinale (4:3 n. V. über SG Meerane) erzielte er die 3:2-Führung in der regulären Spielzeit. Im Endspiel waren die Erfurter gegen die ZSG Union Halle chancenlos und unterlagen mit 1:4. Fritz Schmidt erzielte den Erfurter Ehrentreffer in der 77. Minute. 
Als Vizemeister hatten sich die Erfurter für die ostdeutsche Fußball-Zonenliga qualifiziert, die ab 1949/50 künftig den ostdeutschen Fußballmeister ermittelte. Die Erfurter SG hatte sich zu Saisonbeginn in die Betriebssportgemeinschaft (BSG) KWU umgewandelt und den 29-jährigen Fritz Schmidt für das Liga-Aufgebot nominiert. Dieser kam jedoch nur am achten und neunten Spieltag zum Einsatz und erschien danach nicht mehr im höherklassigen Fußball.